# لانتانا فيرونيكية الأوراق
لانتانا فيرونيكية الأوراق (الاسم العلمي: Lantana veronicifolia) هي نوع نباتي يتبع جنس اللانتانا من فصيلة اللويزية.